# Tamika Mallory
 (juin 2020).
Si vous disposez d'ouvrages ou d'articles de référence ou si vous connaissez des sites web de qualité traitant du thème abordé ici, merci de compléter l'article en donnant les références utiles à sa vérifiabilité et en les liant à la section « Notes et références ».
Tamika Danielle Mallory, née le 4 septembre 1980 à Harlem (New York), est une militante américaine. Elle était l'une des principales organisatrices de la Marche des femmes 2017. Tamika Mallory est un partisan du contrôle des armes à feu, du féminisme et du mouvement Black Lives Matter.
À 11 ans, Tamika Mallory est devenu membre du National Action Network (en) (NAN, organisation de droits civils dont ses parents font partie) pour en savoir plus sur le mouvement des droits civiques. Au moment où Tamika Mallory a eu 15 ans, elle était membre du personnel bénévole de la NAN. Tamika Mallory est devenue la plus jeune directrice générale de NAN en 2011.

## Militantisme

### Marche des femmes
Tamika Mallory  a organisé avec d'autres personnes la marche des femmes de 2017, une manifestation mondiale le 21 janvier 2017. Cette marche était entre autres une manifestation contre l'investiture du président américain Donald Trump, mais également pour les droits des femmes, la réforme de l'immigration, les droits LGBT, les droits de l'homme, la réforme des soins de santé, la réforme de l'environnement et légalité des droits entre les ethnies. Les dirigeantes de la Marche des femmes se sont mobilisées à Washington, D.C., et des marches sœurs ont eu lieu dans le monde entier. On estime que 500 000 personnes ont assisté à la marche de Washington, DC. Le site Web de la Marche des femmes a déclaré que la participation mondiale totale était de près de cinq millions.
Tamika Mallory était aussi l'une des coprésidentes de la marche des femmes de 2019 (en). Elle a assumé la direction avec autres coprésidentes de la marche de 2017: Linda Sarsour, Carmen Perez (en) et Bob Bland (en).

### Engagement contre les violences racistes aux États-Unis
Madame Tamika Mollory s'implique après le meurtre de George Floyd pour continuer les manifestations contre les violences racistes aux Etats-Unis.
Lors de son discours, elle déclare, notamment « Nous avons appris la violence de vous », s'adressant à l'État.
Elle pointe le fait que les noirs sont traqués dès l'enfance dans ce pays.

## Controverses
Les controverses entourant Tamika Mallory viennent de ses liens avec Louis Farrakhan, le dirigeant de Nation of Islam. En février 2018, elle assiste à un discours de Farrakhan au cours duquel il tient des propos antisémites. Plus tard, Vanessa Wruble (en), elle-même juive et coorganisatrice de la Marche des femmes, déclare que Tamika Mallory et Carmen Perez lui ont affirmé au cours d'une réunion en novembre 2016 que les Juifs faisaient partie des principaux responsables de l'esclavage et du racisme, une idée infondée mais popularisée par Farrakhan. Le 14 janvier 2019, sommée sur ABC News de condamner les propos de Farrakhan, elle refuse de le faire en se contentant de répéter qu'elle n'est « pas d'accord » avec lui. À cette occasion, la journaliste fait resurgir une photo de 2017 issue du compte Instagram de Mallory sur laquelle elle pose avec Farrakhan et accompagnée de la légende : « Dieu merci, cet homme est encore vivant et en bonne santé. C'est le meilleur de tous les temps ». Tamika se défend en déclarant qu'elle ne l'appelle pas « meilleur » en raison de ses déclarations mais en raison de son œuvre militante mais la polémique ne s'éteint pas et la Marche des femmes perd de nombreux soutiens.
En septembre 2019, Tamika Mallory, Bob Bland et Linda Sarsour sont finalement écartées de la Marche des femmes.